# ريك كيهو
ريك كيهو هو لاعب هوكي الجليد كندي، ولد في 15 يوليو 1951 في وندسور في كندا.

## وصلات خارجية
- ريك كيهو على موقع دوري الهوكي الوطني (الإنجليزية)
- ريك كيهو على موقع EliteProspects.com (الإنجليزية)
- ريك كيهو على موقع HockeyDB.com (الإنجليزية)
- ريك كيهو على موقع Hockey-Reference.com (الإنجليزية)